# Marie-Bernard Barnouin

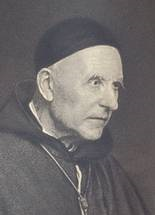
Marie-Bernard Barnouin

Marie-Bernard Barnouin (* 18. Oktober 1815 in L’Isle-sur-la-Sorgue, Département Vaucluse; † 8. Juni 1888 auf der Insel Saint-Honorat, Département Alpes-Maritimes) war ein französischer Zisterzienserabt und Klostergründer.

## Leben und Werk

### Der Priester
Léon Barnouin wuchs als Sohn eines Malers in seiner Geburtsstadt bürgerlich auf. Im Alter von 13 Jahren setzte er den Eintritt in das Noviziat der Kapuziner in Saint-Jean-de-Garguier (heute: Gémenos) durch, wurde aber 1830 von seinem Vater zurückbefohlen. Nach drei Jahren Leerlauf in der Familie studierte er von 1833 bis 1838 im kleinen Priesterseminar Sainte-Garde des Champs (heute: Institut Notre-Dame de Vie in Saint-Didier (Vaucluse)), dann im Priesterseminar Saint-Charles (heute geschlossen) in Avignon und wurde 1843 zum Priester geweiht. Von 1843 bis 1849 war er erfolgreich Kaplan in Lapalud, hielt aber an seinem mönchischen Lebensplan fest. 

### Der Eremit im Lubéron
Da ein Eintritt in die Trappistenabtei Aiguebelle wegen seiner schwachen Gesundheit nicht in Frage kam, gründete er im Herbst 1849 mit Unterstützung von Erzbischof Jean Marie Mathias Debelay (1800–1863) in La Bastide-des-Jourdans im Luberon die Einsiedelei Notre Dame de La Cavalerie, eine ehemalige Commanderie des Templerordens, wo bereits im 18. Jahrhundert eine Mönchsgemeinschaft Landwirtschaft betrieben hatte. Er nahm den Ordensnamen Marie-Benoît an und lebte dort als Oberer einer kleinen Gruppe zunehmend nach der (von ihm soeben erst entdeckten) Benediktsregel. 1850 bestand die Gemeinschaft aus ihm als einzigem Priester (in schwarz) und neun „frères agriculteurs“ (in braun). Auf der Suche nach der angemessenen Lebensform  bewegte sie sich vom Eremitentum zum Koinobitentum. Barnouin setzte sich auch vom Ideal der etwa gleichzeitig gegründeten Abbaye de la Pierre-Qui-Vire ab, die Eremitentum und Mission miteinander verbinden wollte. Er gab seiner Gemeinschaft den Namen Bénédictins de l’Immaculée Conception („Benediktiner von der Unbefleckten Empfängnis“).

### Besiedelung von Sénanque
Angesichts des personellen Anwachsens der Gemeinschaft und der Unmöglichkeit, die Cavalerie zu kaufen und auszubauen, fand Barnouin 1854 die Möglichkeit der Neubesiedelung des Klosters Sénanque, das seit 1780 leerstand, 1790 verkauft worden und überwiegend im Verfall begriffen war. Unter anfänglich schwierigen Bedingungen, doch mit erheblichem Zulauf nannte er dort seine Gemeinschaft Bernardins de l‘Immaculée Conception, machte sich selbst zum Prior und suchte (immer mit der Unterstützung seines Erzbischofs) Anschluss an den Zisterzienserorden der allgemeinen Observanz, der in Frankreich seit der Französischen Revolution (im Unterschied zu den Zisterziensern der strengen Observanz, den Trappisten) nicht mehr vertreten war. 

### Der Zisterzienser in Rom
Er reiste von Juni 1857 bis Februar 1858 nach Rom, wurde am 5. Oktober in Santa Croce in Gerusalemme (Rom) unter dem Ordensnamen Marie-Bernard als Novize eingekleidet und legte am 27. Dezember Profess ab. Mit Unterstützung von Papst Pius IX. (der ihn am 12. Januar in Audienz empfing) und dem Generaloberen der italienischen Zisterzienser, Teobaldo Cesari, wurde Sénanque am 20. November 1857 offiziell zum Zisterzienserkloster erhoben (mit eigenem Noviziat und Barnouin als Prior für drei Jahre) und an die Kongregation San Bernardo d'Italia affiliiert (aber nicht inkorporiert, weil Barnouin eine eigene Kongregation  anstrebte).

### Besiedelung von Fontfroide
1858 folgte Barnouin einer Einladung des Bischofs von Carcassonne und entsandte zur Neubesiedelung der seit 1791 leerstehenden Abtei Sainte-Marie de Fontfroide den 1856 in Sénanque eingetretenen Jean Léonard (1815–1895), der dort nach fast 40 Jahren im Geruch der Heiligkeit sterben sollte. 1901 wurde Fontfroide, mitsamt Grangie in Saint-Hilaire (Aude), endgültig geschlossen.

### Zweiter Romaufenthalt
1859 zählten beide Klöster zusammen 65 Mönche, darunter 10 Priester. Barnouin gründete eine Betervereinigung für die Beschleunigung der Rettung der armen Seelen aus dem Fegfeuer, die nach vier Jahren weltweit 220 000 Mitglieder zählte. 1861 wählten 90 Mönche Barnouin einstimmig wieder zum Prior, der von Mai 1862 bis März 1863 erneut auf Romreise ging, um den Status und die Konstitutionen seines Klosters zu verhandeln, jedoch nur Vorläufiges erwirkte und vieles bedauerte, darunter das aufgezwungene lange Juniorat von fünf Jahren zwischen Zeitlicher und Feierlicher Profess und die Aufwertung geistiger Tätigkeit gegenüber dem von ihm bevorzugten Ackerbau. Barnouin war dem Herzen nach Trappist, musste sich aber seines schwachen Körpers wegen die Strenge Observanz versagen.

### Besiedelung von Hautecombe, La Garde-Dieu und Ségriès
Auf dem Rückweg von Rom besuchte er die Grande Chartreuse und die 1826 von italienischen Zisterziensern neu besiedelte Abtei Hautecombe, die sich aber inzwischen in französischem Umfeld befand und deshalb in Schwierigkeiten war. Barnouin schickte 1864 von Sénanque aus 18 Mönche zur erfolgreichen Belebung nach Hautecombe. Die Wiederbesiedelung von Kloster La Garde-Dieu im gleichen Jahr scheiterte am Widerstand der Behörden; die Mönche wurden 1865 zurückgerufen, der Besitz 1874 aufgegeben. Erfolgreicher war, ebenfalls 1864, die Tochtergründung Ségriès („locus segregatus“, zwischen Riez und Moustiers-Sainte-Marie), die bis 1892 bestand (heute Herberge).

### Gründung zweier Nonnenklöster
Daneben beförderte Barnouin unter seiner geistlichen Leitung die Gründung von zwei Nonnenklöstern, zuerst 1865 Notre-Dame de Salagon (heute Museum) in Mane (Alpes-de-Haute-Provence) (unweit Forcalquier), dann 1869 Notre-Dame des Prés in Reillanne, wo seine Mönche Klostergebäude errichtet hatten, die 1872 auch die Schwestern von Mane aufnahmen. Das Kloster wurde 1930 als Notre-Dame de la Paix nach Castagniers verlegt (1960 in den Zisterzienserorden inkorporiert, seit 1962 Abtei).

### Der Abt von Sénanque und Lérins
1867 wurde die Klosterfamilie von Sénanque zur Kongregation erhoben (mit eigenen Statuten), 1868 Barnouin zu deren Oberem gewählt und am 2. Mai 1869 zum Abt geweiht. Noch im gleichen Sommer griff der neue Abt wieder aus und besiedelte auf Einladung des Bischofs von Fréjus, Joseph-Antoine-Henri Jordany (1798–1887, Bischof von 1855 bis 1876) die seit 1791 verlassene Abtei Lérins auf der Mittelmeerinsel Saint Honorat (vor Cannes). Nach Errichtung von neuen Gebäuden (durch den bekannten Architekten Henri Revoil, 1822–1900) verlegte Abt Barnouin seinen Abtsitz am 5. Mai 1872 nach Lérins und blieb dort bis zu seinem Tod, ab 1876 wohlwollend begleitet durch den Nachfolger von Jordany, Bischof Joseph-Sébastien-Ferdinand Terris (1824–1885), ein Freund, den er seit dem Priesterseminar kannte. 1878 gründete Barnouin die Association Notre-Dame des Prêtres (Gebetsgemeinschaft Unserer Lieben Frau der Priester), der sich (bis 1903) 12 000 Priester anschlossen. Weniger erfolgreich war seine Pieuse ligue universelle pour les âmes du purgatoire (Fromme Liga zur Beförderung von Messen für einen heiligen Tod und rasche Aufnahme ins Paradies). Sein Wunsch, auf der Insel Saint Honorat eine 100 Meter hohe Marienstatue zu errichten, wurde nicht erfüllt. Er starb eine Woche nach Fronleichnam an einer Erkältung, da er wegen des starken Seegangs nicht ärztlich behandelt werden konnte.

### Würdigung
Die von Barnouin gegründete Zisterzienserkongregation besteht derzeit aus sechs Klöstern in vier Ländern. Sein Hauptverdienst ist die Wiederaufrichtung der Allgemeinen Observanz der Zisterzienser im Lande ihrer Geburt. Damit steht er, wenn auch weniger erfolgreich, an der Seite des Trappisten Augustin de Lestrange und des Benediktiners Prosper Guéranger.

## Werke
- Statuta Congregationis Beatae Mariae de Senanqua, Avignon, Aubanel, 1868.
- Magnificat in CL linguas versum, et propriis caracteribus redditum et expressum, Lérins, 1887 (Magnificat in 150 Sprachen, Festgabe für Papst Leo XIII.).